# Ras El Aïn (province de Safi)
Pour les articles homonymes, voir Ras Al-Aïn.
Ras El Aïn (en arabe : راس العين) est une ville du Maroc. Elle est située dans la région de Marrakech-Safi, province de Youssoufia.